# Metanefrina
Metanefrina é um metabolito da epinefrina (adrenalina) que resulta da acção da enzima catecol-O-metil transferase sobre a adrenalina. Níveis aumentados de metanefrina no sangue podem ser encontrados em pacientes que sofrem de feocromocitoma, ganglioneuroma ou outros tumores neuroendócrinos.